# Светлана Якимовска
Светлана Якимовска (на македонска литературна норма: Светлана Јакимовска) е юристка и политик от Северна Македония.

## Биография
Родена е на 8 юни 1956 година в град Скопие, тогава в Федеративна народна република Югославия. Завършва гимназията „Раде Йовчевски – Корчагин“ и право в Юридическия факултет на Скопския университет.
В 1984 година започва работа в АД Макотекс – Скопие, а по-късно става ръководителка на Службата за нормативна дейност и управленски органи.
Од 2001 до февруари 2002 година е помощник-директор на Института за заетост на Република Македония, а от март 2002 година е назначена от Правителството на Република Македония, за директор на Института за заетост на Република Македония.
Светлана Якимовска е активистка на партията ВМРО – Демократическа партия за македонско национално единство (ВМРО-ДПМНЕ). Заместник-претседател е на Комисията за социални въпроси, работни отношения и заетост, подпретседател на комисията за правни въпроси, делегат на XIII и XIV конгрес на партията, член на Централния омитет и член на  Изпълнителния съвет на Съюза на жените на ВМРО-ДПМНЕ.
На парламентарните избори през юни 2006 година е избрана за депутат в Събранието на Република Македония от листата ма ВМРО-ДПМНЕ. Председателка е на Комисията за работни и мандатни въпроси. На извънредните парламентарни избори през юни 2008 година повторно е избрана за депутат, а на 31 юли 2008 година е избрана за подпретседател на Събранието на Република Македония. Председател е и на Бюджетния съвет. През юни 2011 година е избрана за депутат за трети път и на 12 юли е избрана е за подпредседател на Събранието.
На 30 юни 2014 година замества станалата министър на културата Елизабета Канческа-Милевска като депутат от ВМРО-ДПМНЕ.